# Ramon Baldera Aznar
Ramon Baldera Aznar fou un agitador barceloní de començaments del segle xx. És conegut per la seva implicació en els fets de la Setmana Tràgica de Barcelona de finals de juliol de 1909, en els que hi va participar activament. Tot i no tenir un paper dirigent, fou el primer implicat en els fets jutjat per un tribunal militar el 2 d'agost, que el va condemnar en un judici sumaríssim a cadena perpètua sota l'acusació de rebel·lió militar.